# メトロ エクソダス
『メトロ エクソダス』（Metro: Exodus）は、ウクライナの4A Gamesが2019年に開発した1人プレイ用のシューティングゲームであり、核戦争後のモスクワを舞台にしたドミトリー・グルホフスキーの小説を原作とする『メトロ2033』から続くシリーズの三作目である。

## 概要
発売まで
2017年のE3のXboxブリーフィング内で初めて開発が発表された。
当初はTHQ Nordicによる2018年度内の発売を予定していたが当年5月に延期が発表され、同6月に2019年2月22日と改めて決定された。その後1週間前倒しされ15日に世界共通発売を迎える。
なお、Windows版はSteamを含む各デジタルストアにて予約を受け付けていたものの2019年1月にDeep Silver社がEpic Gamesとの提携を発表。これに伴い、1年間限定でEpic Games Storeの専売タイトルに変更された。
日本国内においてはXbox One及びPlayStation 4版がスパイク・チュンソフトから発売され、字幕及び音声の言語をロシア語・英語・日本語から選択可能。
購入特典と追加コンテンツ
Xbox One版のパッケージ版及びダウンロード版は早期購入特典として『Metro Redux』のダウンロードコードが配布。PS4版はパッケージ版のみ早期購入特典として「Winter」ダイナミックテーマが配布された。
有料のシーズンパスが用意されており、2019年冬より追加のDLCの配信が予定されている。
上位性能機であるXbox One X及びPS4 Proでは4K解像度とHDRに対応。PC版はリアルタイムレイトレーシングを利用した次世代グラフィックス技術を採用している。

## ゲームの特徴
地下世界から地表へ
過去作で描かれ続けてきたモスクワメトロを脱し、より広大な地表を主な舞台としていることが今作の大きな特徴である。エクソダスの名の通り、安住の地を目指したロシア横断の旅が約1年に渡り描かれる。
それに伴い各フィールドの面積が大幅に拡大されており、ゲーム性も純粋なアクションシューティングゲーム（FPS）というよりはS.T.A.L.K.E.R.のようなオープンワールドゲームに近くなった。
ただしリニアなステージ制である事は変わりなく、クリアしたステージやその舞台に戻る事はできない。
なお、比率が小さくなったとはいえ地下のダンジョンも多く健在であり、終盤の1ステージでは大半がメトロでの行動となる。
フィールドの特徴
各フィールドでは時間経過により昼夜や天候がダイナミックに変わり、隠密行動の成功率や敵の行動に影響する。
過去作同様に探索できるロケーションや横道、隠れた空間が多く存在し、立ち寄ることで資源や装備品の改造パーツを入手したり、遺された日記を拾うことで世界観をより深く知ることができる。
主な新規要素
新規要素として銃をどこでもカスタマイズできるようになり、変動する状況の中でも思い浮かんだ戦略を即座に実行できるようになった。
更に、フィールドで拾える資源を消費すれば医薬品やフィルターも作成できるようになったため、探索がより重要になった。しかしいつでも作成できるとはいえ拾える資源の量は限られており、難易度が易しくなったわけではないため、
「色々な管理をしながら計画的に行動や戦闘をしていく楽しみ」をより強化するシステムと言える。高難易度モードでは更に資源が枯渇するため、常に装備品の管理に気を配る必要がある。
縦横無尽に操作できるビークルも今作が初出となる他、フォトモードが実装されており、露光やフィルターを自由に調整した上でスクリーンショットを撮ることができる。なお、弾薬での取引要素は登場しない。
ゲームデザイン
HUDの描写が最小限に抑えられており、通常時で表示されるのは画面中央のクロスヘア程度と、ゲーム世界への没入度を深めることに貢献している。
難易度は5種類用意されている。物語の読解を重きにした「ストーリー」を最低難度とし、「イージー」「スタンダード」「ハードコア」の順に敵の攻撃力が強化され、拾える資源の量も少なくなっていく。
最高難度の「レンジャー・ハードコア」では上記に加えて、敵の感知能力の強化・携行できる弾薬数の減少・手動セーブ不可・HUDが更に制限されヒットインジケーターすら表示されないなど過酷なモードとなっている。
ストーリー
前作『ラストライト』のグッドエンドから繋がっており、『2033』から登場してきたキャラクターの一部も続投もしくは再登場する。
過去作以上にプレイヤーの選択による変化が大きく、その結果が仲間の生死やセリフなどに細かく反映されていく。
New Game+モード
日本時間3月27日に「Ranger」と称された無料アップデートにて配信。開発者のオーディオコメンタリを兼ねた収集物が追加される他、プレイングに関する各種仕様(敵AIや天候の調整など)をプレイヤーが自由に設定できる、いわゆるチートモードである。

## あらすじ
序章
メトロ ラストライトから1年後の2035年、D6での激戦を生き延びたアルチョムはアンナと添い遂げ、オーダーから脱隊。ラジオから助けを求める微かな声を聞いたことから、危険な地表で当てのない生存者探しを続けていた。
アンナや他のメトロ住民達は生存者は最早メトロにしかおらず、モスクワ以外は全滅したと信じており、アルチョムに同情しつつも危険を冒すのは止めるよう諭す。
ある日、アンナを連れてハンザの地表へと生存者探しに出たアルチョムは、モスクワから200km離れた村から来たという二人組、そして大地を疾走する蒸気機関車と遭遇する。

## 登場人物
声優は日本語翻訳版のみ表記。

### オーロラ号のクルー
蒸気機関車「オーロラ」に搭乗し、ロシア横断の旅に同行するクルー達。オーダーのスパルタン達は全員が自ら旅の同行を志願した。

#### オーダー
アルチョム
日本語音声：てらそままさき
本作の主人公。本名アルチョム・チョルニ。かつての世間知らずで冴えない青年も数々の苦難を乗り越えたことでたくましく成長しており、彼を英雄と呼ぶ住人もいる。
妻であるアンナとは相思相愛で、常に彼女の身を案じている。一方で、メトロの住人達が地表に戻る希望を捨てきれておらず、義父であるミラーからは厳しい視線を向けられる。
過去作同様、幕間の日記朗読以外ではほぼ喋らない。
アンナ
日本語音声：田中敦子
アルチョムの妻でありミラーの娘、またオーダー1の狙撃手でもある有能な兵士。
夫の抱く希望を否定しつつも彼に添い続けており、紆余曲折を経てその希望が現実になったことで海辺での静かな暮らしを夢見るようになる。ヴォルガ川での偵察任務中に戦前の毒ガス兵器を吸引した事で肺を患ってしまい生死を彷徨う事になるも父ミラーと夫アルチョムの命がけの行動により命を取り留める。
ミラー
日本語音声：間宮康弘
本名スヴャトスラフ・コンスタンティノヴィッチ・メリニコフ。旧ロシア軍の大佐であり、メトロの治安部隊「オーダー」の創設者かつ永久司令官。オーダーの戦闘員「スパルタン」は彼によって選抜される。前作のD6での戦いで両脚を失い車椅子生活を余儀なくされていたが鍛冶屋のアンドリューから義足をもらい未だ現役で自ら最前線にも赴く。
一人娘のアンナを溺愛しており、オーダーを抜けた上に彼女の心配を顧みず理想を追うアルチョムには時折辛辣な態度を見せる。フィールドでは作戦指揮や現地協力者との交渉を担当し、義足ながら最前線での戦闘もこなす。
トカレフ
日本語音声：隈本吉成
クルーの装備品や武器の整備・開発を担当するオーダーのガンスミス。手先が器用で、アルチョムに自作のティハールを渡し、継続的に改良を施してくれる。
彼の設けた作業台では完璧に整備された銃器が交換できるため、フィールドからオーロラに帰還するメリットの1つとなる。
ステパン
日本語音声：後藤光祐
逞しい体格の重火器兵。見た目とは裏腹に性格は温和でロマンチスト。ギターの腕前も一流。
ヴォルガ川ではカティア親子の救出のためミラーを説得し、次第にカティアへの恋慕を寄せるようになる。
アリョーシャ
日本語音声：あべそういち
スキンヘッドに刺青が特徴の偵察兵。無類の女好き。新たな女性との出会いを求め旅に参加したと語り、アルチョム曰く楽しんでいるようにすら見える。
タイガでは率先してアルチョムと偵察に同行する。
イディオット
日本語音声：丸山智行
ミラーの右腕。自分でつけた渾名通り知性に優れ、情報の解析や作戦立案を得意とする。加えて、スパルタンとしての高い戦闘能力も併せ持つ。
オーロラ号の名付け親で、古代ローマの女神に因んでその名をつけた。
デューク
日本語音声：広瀬竜一
本名イゴール・デュコフ。口数は多いが優れた隠密技術をもつ偵察兵であり、「暗闇のデューク」という異名を持つ。
オーロラ号のスパルタンの中では最も若く、年齢の近いアルチョムを尊敬しつつも競争心を隠さない。ヴォルガ川ではアルチョムに先駆け斥候を担う。
ダミール
日本語音声：板取政明
カザフスタン生まれの衛生兵。厄介な任務であっても率先して引き受け、また見返りも一切要求しない善人。
自分を捨てた父を憎んでいる一方、旅の中で自らの同胞に出会えることを期待していたが、カスピ海で厳しい現実を目の当たりにすることになる。酒好き。
サム
日本語音声：中村和正
本名サミュエル・テイラー。元合衆国海兵隊上等兵でカリフォルニア州サンディエゴ出身。核戦争勃発時に在露アメリカ大使の護衛任務に就いており、核攻撃の際には偶然モスクワメトロに居たため難を逃れたが、アメリカ人であるとバレてしまい逃げ込んできた避難民たちにリンチに遭い殺されかけた所をミラーに救われた。以後20年以上に渡り彼のボディガードとして戦い抜いてきたが、オーロラ号のオーダーで唯一『ラストライト』におけるD6防衛戦に参加しておらず、間接的にミラーの両足が失われたことを悔いている。任務以外では炊事を担当。
DLC第二弾「サムの物語」では主人公を務め、クルー達に別れを告げ故郷アメリカへ帰国する為に旅立ち、太平洋を渡るために必要な船を調達するためウラジオストクへと向かう。

#### 道中で出会う仲間
イェルマーク
日本語音声：藤沼建人
本名アンドレイ・イワノヴィッチ・イェルマーク。ハンザの基地で機関車の運転士を務めている老人。戦前からメトロで働いていたため核戦争勃発時にも難を逃れることができた。
スパイ容疑をかけられた民間人を死刑場へ運ぶという"汚れ仕事"に渋々従事していたが、偶然出会ったアルチョムと協力しハンザから脱出。オーロラ号の運転士として同行することとなる。
カティア
日本語音声：野水伊織
ヴォルガ川で出会う元看護師の女性。カルト教団により夫が犠牲になった上、「魔女」として娘と共に教会最上階の部屋に監禁されていた。
アルチョム達により救出された後は看護師としてクルー達を大いに支え、カスピ海では脱水症で倒れたステパン達の命を救った。
ナスティア
日本語音声：山田奈都美
カティアの娘。無邪気ではつらつとしており、過酷な旅を続けるクルー達の癒し的存在。
クレスト
日本語音声：後藤ヒロキ
自称イケメンの飄々とした男。ヴォログダ州チェレポヴェツ近郊のカドゥイ村出身。
核戦争時には特に攻撃される目標も無かったため村全体が無傷でやり過ごす事が出来たが、核戦争での文明崩壊によりこれで借金がチャラになったと楽観的になって冗談を言い合っていた村人たちを尻目に、自身は核の冬が来る事を見越していたため雪で動けなくなる前に修理した古いトラックを使って村を脱出。厳しい冬を乗り越えるためにその都度仲間を探して過ごしつつあちこちに足を延ばしながら南下を続けてアストラハンに到達した。しかし、そこでは寒さから逃れてきた人々を捕縛してさらに南に売りつける人身売買が横行しており、悪党にトラックも奪われてしまう。そこで客車を修理して商人となって商売で稼ぎ、悪党のふりをして目立たぬように過ごしつつ冬が明けると同時に脱出して東へ移動していたがヴォルガ川で足止めを食らい頓挫、カルト教団を嫌い巨大クレーンで生活していた。
貴重なメカニックとしてイェルマークと共にオーロラ号を支える他、トロリーでの偵察や戦闘もこなす器用な人物。
キリル
日本語音声：八木侑紀
亡霊の街で出会う少年。まだ幼いながらもしっかり者で、内紛で壊滅したノヴォシビルスクのメトロで唯一の生存者として生き抜いていた。
帰らぬ父を待っていたところでアルチョム達と出会い、無線を通じて街の探索をサポートする。
彼ら親子が保管していた放射線防護剤がアルチョムの運命を決定付けることになる。

### “ヴォルガ川”編
サイランンティウス
日本語音声：桂一雅
ヴォルガ川のカルト教団の司祭。戦前はしがない役人であったが教団を設立したことで増長。信徒を増やし、戦闘部隊を組織することで強固な体制を作り上げた。
戦闘部隊である「聖騎士」たちは、乏しい戦闘経験をサイランンティウスへの信心で補っている。

### “カスピ海”編
バロン
日本語音声：中村浩太郎
スヴァログオイルのリーダー。カスピ海周辺のギャングを統一し石油資源を独占、地元部族達を奴隷として売り捌いている。奴隷達の暴動を抑制するため宗教を広めるなど狡猾な人物。
ちなみに、カスピ海の中央部分には本物のバロンを名乗る瓜二つの男が登場する。実際には、その男はソールがギウルに殺させるために用意した影武者である。
ギウル
日本語音声：宮崎智栄子
バロンに反抗する地元住民で最後の生き残り。優れた女戦士であり、道中に罠を張り巡らせた上で灯台に篭城していた。同胞たちを踏みにじったバロン一味を憎悪しており、利害が一致したアルチョム達に協力する。
ソール
スヴァログオイルの一員。ブハンカは元々彼の所有品である。縄張りに現れたオーロラ号にいち早く気づき、仲間に通信で知らせようとするも砂嵐とカメレオンの襲撃で窮地に陥った末、アルチョムとの格闘戦で敗北した。この際に彼を生かしておくと後々バロンへの裏切りと共同戦線を持ちかけてくる。
アルセン・ムスタフィン
バロンに反抗する地元住民、自由の谷の民という部族を率いて反乱したが、部族の民は全て死亡し、たった一人生き残りスヴァログオイルに追い詰められていた、彼を助けに行くことはできるが、会おうと梯子を上る間に民を死なせてしまった自責の念から遺書を残して自殺してしまう

### “タイガ”編
オルガ
日本語音声：雨谷和砂
森の民で「パイオニア」に所属する女戦士。先生の教えを尊んでおり、タイガで遭難したアルチョムとアリョーシャをパイレーツから逃がす。
アドミラル
日本語音声：江藤博樹
「パイレーツ」所属の男。ローマンの腹心であったが、仲間の説得を退け汚染が進む製材所のパイレーツ基地に残留している。放射線の影響か認知に異常をきたしており、死体と机を囲み一人三役で会話する。
通りすがったアルチョムをお茶に誘う。
ユージーン
遭難したアルチョムのリュックを拝借した男で、パイレーツ所属。アルチョムを罠で捕らえるが直後現れた森のヌシの襲撃で致命傷を負い、リュックを元の持ち主に返し息絶えた。
アルチョムの幼馴染であるユージーンとは別人である。
ローマン
パイレーツのリーダー。彼が悪漢に復讐したことが先生を絶望させるきっかけとなる。作中には登場しない。
リウダ
パイオニア所属の人物で、森の民の分裂を背にタイガを去った。作中には登場しない。
先生
核戦争後のタイガで子ども達に生き抜く術を教えた人物。子ども達は成熟した今でも彼を深く慕っており、今際の際では彼との再会を願う程である。
かつて悪漢の襲撃とその復讐により、純粋な子どもが人殺しの「モンスター」に変わってしまったことを憂いて自害した。既に故人のため、作中には登場しない。

### “亡霊の街”編
フレーブニコフ大佐
日本語音声：岡哲也
キリルの父でOSKOM即応部隊指揮官。ノヴォシビルスクのメトロで暴動鎮圧作戦を指揮していた人物で、終結した後は地下の拠点で植物を栽培しつつ息子と生活していた。
スタルカーが集めた周辺の汚染地域の情報を収集しており、更なる情報を求め衛星通信タワーを目指したものの二度と帰ってこなかった。
DLC『2人の大佐』では主人公として登場し、生前の姿が描かれている。

### その他
下記以外にも、プレイヤーの選択次第では過去作で登場したキャラクターと再会することとなる。
ハンター
『メトロ2033』で登場したオーダーのレンジャー。故人。彼の遺したある物がアルチョムの命を救う。また、ミラーはかつて彼をアンナの夫に推薦しようとしていたことが今作で明らかになる。
ダークワンの子ども
『ラストライト』でアルチョムと行動を共にした新種のミュータント。直接には登場しないが、とある場所で彼の幻覚を見ることができる。
ユージーン
『メトロ2033』に登場したアルチョムの幼馴染。リガ駅へ向かうキャラバンに加わった。
ブルボン
『メトロ2033』に登場した自由商人の中年男性。リジスカヤ駅で彼と出会い、しばらく行動を共にした。
カーン
『メトロ2033』『ラストライト』に登場した謎多き男。霊感の持ち主で神秘主義者。チンギス・ハンの生まれ変わりであると自称する。前作のD6防衛戦で消息不明となっている。

## 登場する勢力
オーダー
メトロの都市国家「ポリス」を本拠地とする治安組織。2034年まではアルチョムも所属していた。メトロきっての精鋭「スパルタン」を抱えるが、D6防衛戦以降は人手不足に悩まされている。
ハンザ
環状線の駅が複数同盟を結ぶことによって出来たモスクワメトロ最大級の勢力。
カルト教団
ヴォルガ川の一画を拠点とした新教宗教。
テクノロジーは最終戦争を引き起こした原因であると考え、特に「電気」を強く忌避しており、信徒たちはフラッシュライトの光にすら恐怖する。
彼らは少しでもその教義に背くと「悪魔狩り」としてミュータント退治などに派遣される他、死体は信仰対象であるツァーリフィッシュの餌にされる。

人喰い集団
食糧不足から正気を失い人食い集団と化したヤマンタウ秘密基地駐屯ロシア軍将兵の成れの果て。
外部への無線で生き残った『政府』や『大臣』を騙ることで各地から生存者をかき集めては殺害しその肉を食べつつ物資を収奪することを繰り返してきた。
残された兵士たちの日記から、ヒトのプリオン由来のクールー病に罹患していることが示唆されている。

スヴァログオイル
戦前の石油掘削会社から誕生した犯罪集団。
ギウルら地元民は「ムナイバイラ」と呼ぶ。水や石油といった資源や奴隷の売買で成長を遂げており、多くの車両に加え700名以上の戦闘員を要する巨大な勢力。
森の民
戦後タイガの学校に取り残された子ども達によるグループ。サマーキャンプの経験と、同じく存命していた一人の教員から生き抜く術を教わっており、狩りと建築で新世界を生き延びている。
かつて悪漢達による襲撃で犠牲が出たこと、一部の子どもが彼らへの復讐に手を染めたことへの是非から2つの派閥に分かれており、先生が自害した現在でも溝は残されたままとなっている。
パイレーツ
悪漢達への復讐を起源とする森の民の派閥。先生の遺した「身を守れ」という言葉を攻撃的な意味合いで解釈しており、投降した悪漢や漂流者すら殺害し見世物にするなど残虐な性格が強い。
パイオニア
残虐さを増すパイレーツへの加入を拒み、先生の遺志を守ることで純粋さを保っている派閥。先生の言葉の解釈についてパイレーツと度々論争を交わしつつも敵対はしておらず、対等な関係を保っている。
OSKOM
ノヴォシビルスクのメトロを管理していた組織。アルチョム達がノヴォシビルスクに到達する1年前に内戦によって壊滅しており、ゲーム内ではその末路が断片的に語られるのみである。

## 登場する場所

### モスクワ
核戦争で崩壊したモスクワ市街。未だ高い放射線濃度に汚染されており、地表での活動はガスマスクとミュータント除けの銃が欠かせない危険な地。
ハンザ区画
モスクワ地表の一画にあるハンザの領域で、巨大な駅舎と極秘の通信施設が舞台となる。その性質上オーダーは立ち入りが禁止されている。

### ヴォルガ川
ロシア主要部を流れる「母なる川」、ヴォルガ川と周辺の湿地帯。
地表の汚染度は低いものの、水底に沈殿した放射性物質由来の危険なアンフィビアン(水生ミュータント)が跋扈しており、夜間はアノマリーも出現する。橋と教会はカルト教団の聖地となっており、彼らを狙う野盗たちが湿地を徘徊している。
自由に行き来できる初めてのフィールドであり、大小問わず多くのロケーションを見つけることができる。しかし水場は無防備なボートでしか移動できず、生い茂った草が移動速度を低下させるなど序盤ながら難易度は高い。
反面、休憩できるベッドや作業台は多く用意されている。
教会
現在はカルト教団の礼拝所兼集落となっている。
廃港
クレストの住処で、時折カルト教団との取引のためキャラバンが訪れる。
ターミナル
大量の人型ミュータントが棲む危険な場所で、かつて略奪を試みた野盗の死体が多く残されている。
カルト教団の信徒の死体はここに運び込まれツァーリフィッシュの餌にされている。
昇開橋
カルト教団の総本山。

### ヤマンタウ
ヤマンタウ山のふもと。かつてモスクワ政府が「箱舟プロジェクト」と称する戦後復興計画のための集合地点に指定した秘密基地が存在する。
ロシア各地に集合を呼びかける通信を送り続けていたため、バンカーの外は大量の車両が廃棄され異様な雰囲気を漂わせていた。
だが実際には横領によって食料も1年程度しか備蓄されておらず、その事を知っていたロシア政府も移転してくることは無かった。外部の放射能汚染で脱出も出来ないため食料が尽きたことにより遂に人肉に手を出すようになり、その後も通信を餌にやってきた避難民を捕獲して食料としていた。そして20年以上もそうした生活を続けたことから、クールー病を発症し正気を失った旧ロシア軍将兵の巣窟と化している。
基地機能自体は現在でも生きており、核戦争後も数年はロシア各地の司令部や対空防衛施設、通信センターなど生き残った軍施設とのリンクは繋がっていたものの、現在ではとっくに途絶えており最終的にイディオットに全ての情報を抜き取られた後に指令室内の設備を破壊された。

### カスピ海
北カスピアン海が舞台。
度重なる地殻変動で水面が下がり、湖底が露出し大部分が砂漠と化している。かつての湖底からは石油が湧き出し、至る所で船舶の残骸を見つけることができる。
ヴォルガ川同様自由に行き来できるフィールドで、ブハンカ(自動車)に乗れるため快適に移動することができる。しかし日が長く、23時を過ぎてようやく暗くなるため隠密行動が難しい。ベッドや作業台の数も減少している。
灯台
ギウルが篭城している灯台。地下の衛星通信センターはスパイダーの巣窟となっているが、周辺の汚染度を記した地図を確保するためギウルの手を借りて突入することになる。
囚人たちの監獄
艤装が外された沿岸の船で、連れてこられた奴隷達が雑多に放り込まれている。
飛行場
かつての軍事拠点。格納庫にはMi-24系の機体が放置され、一部は悪漢達の倉庫に活用されている。カメレオンの巣と化した管制塔には貴重な物資が残されている。
洞穴の街
核戦争直後に地元部族が隠れ住んでいた地下集落。よく作り込まれていたが地殻変動により崩壊しており、オアシスへ潜入するための迂回路となっている。
オアシス
過酷な砂漠地帯で真水が湧く希少な場所。スヴァログオイルにより独占されており、奴隷達が昼夜を問わず採水作業に当たっている。
石油掘削リグ
スヴァログオイルの要塞であり、バロンやギャングのメンバーが贅沢な暮らしを満喫している。

### タイガ
汚染や環境破壊が比較的進行していない、豊かな緑が残されたタイガ。
ミュータントと言える変異した生物は少なく、狼や鹿など戦前の生態系が残っている。かつて純粋だった森の民は悪漢の襲撃を境に排他的となっており、時折現れる森のヌシを恐れつつ2つの派閥が対立している。
ヴォルガ川やカスピ海同様に広く探索しがいのあるフィールドではあるが、基本的には一方通行であり以前の場所に戻ることはできない。
学校
核戦争直後に子ども達と先生が取り残された場所で、森の民の原点でもある。
教会
戦前の姿を色濃く残した教会。高台にあるため製材所やダムを見渡すことができ、かつて先生がここで暮らしていた。現在は彼の墓標がある。
製材所
湿地帯にありシュリンプが徘徊している小さな廃工場。以前はパイレーツの基地であったが汚染の進行により放棄された。ダムと直通しているトンネルへ向かうため通ることになる。
ダム
タイガを一望する巨大ダム。決壊寸前の貯水池には大量の汚染物質が沈殿しており、洪水と共にタイガを死の土地に変えようとしている。

### 亡霊の街
ノヴォシビルスクとそのメトロが舞台となるステージ。
核攻撃による直接的な被害は免れ街並み自体は無傷で残っているものの、地表は観測衛星のスキャナーによる測定でも数値が大幅に上回ってしまうことによりエラー表示されるほど桁外れの放射能に汚染されている。
核戦争から20年以上経過した現在も、街から500キロ以上離れた場所でモスクワと同程度、市街ではモスクワの8倍以上の致死レベルの放射能汚染が残っている。
そのため生存者や住人は誰もいないと思われていたが、実際には軍の封鎖によって車両や鉄道で市外に脱出できなかった市民たちがメトロへと避難しており、モスクワよりも深度が浅いため地表に近い場所では放射能汚染に悩まされながらも、住人達が「緑のやつ」と呼ぶ放射線防護剤によって20年以上もの間生存することが出来ていた（なおDLC『2人の大佐』においてはそれ自体が通貨として用いられているような描写もある）。だが防護剤が尽きたことからOSKOMが衛星通信センターの情報を基に移住地を探し市内から脱出することを画策。しかし、OSKOMが放射線防護剤を独占して自分達だけがノヴォシビルスクから脱出するのではないかと危惧した住民達により暴動が勃発（実際には全住民が脱出するのに必要な放射線防護剤の数量は不足していたため、首脳陣のみが脱出する計画であったことが、DLC『2人の大佐』にて語られた）。重火器や戦闘車両による激しい包囲戦の末にOSKOMが毒物を撒いた事でメトロは壊滅、双方が全滅し墓場と化した。
メトロをひた進み、終盤は地上に出て医療機関を探索する従来の『メトロ』シリーズらしいステージ。メトロ内部はノサリスなどが徘徊しており、避けて通ることは難しい。
地上では怪奇現象に翻弄される中でフィルター残量に気を払わなければならない。ステージを通して2箇所の作業台があるのみで、医薬品と弾薬の管理が重要となる。
シビルスカヤ駅
アルチョム達の侵入口となる、本来は乗換用のメトロ。かつてOSKOMの指揮所があった場所でもあり防衛線の痕と夥しい死体が累積している。
プロスペクト駅
キリル親子の拠点があるメトロ。
腐敗した水路
浸水によって広大な水路と化した地下鉄駅。レーニン広場駅へ辿り着くため、ボートに乗ってこの汚く危険な場所を通過しなければならない。
レーニン広場駅
機関の間近にある地上駅。内部はほとんど戦前の姿で残っており、怪奇現象が頻発する。
機関
地下を抜けた末に辿り着くラストステージ。猛烈な放射線の中、徘徊するブラインドワンを潜り抜け目標の薬を回収しなければならない。